# Christus, der ist mein Leben, BWV 95

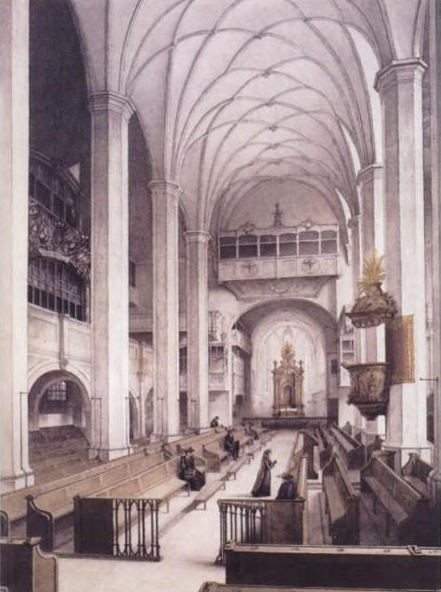
Thomaskirche, Leipzig.

Christus, der ist mein Leben, BWV 95 (Cristo es mi vida) es una cantata de iglesia escrita por Johann Sebastian Bach en Leipzig para el decimosexto domingo después de la Trinidad y estrenada el 12 de septiembre de 1723.

## Historia
Bach compuso esta obra durante su primer año como Thomaskantor en Leipzig para el decimosexto domingo después de la Trinidad. Forma parte de su primer ciclo anual de cantatas corales y fue interpretada por primera vez el 12 de septiembre de 1723.

## Análisis

### Texto
Las lecturas establecidas para ese día eran de la epístola a los efesios, la oración para el fortalecimiento de la fe en la congregación de Éfeso (Efesios 3:13-21), y del evangelio según San Lucas, la resurrección del hijo de la viuda de Naín (Lucas 7:11-17).
En la época de Bach la historia apuntaba inmediatamente a la resurrección de los muertos, expresado como un deseo de morir pronto. Al igual que Salomon Franck expresó en su texto para la cantata Komm, du süße Todesstunde, BWV 161 compuesta en Weimar en 1715, el poeta desconocido se centra en el deseo de morir, con la esperanza de ser resucitado como el hijo de la viuda de Naín. El poeta incluye cuatro estrofas de cuatro corales diferentes. Dos estrofas de corales se introducen ya en el primer movimiento, "Christus, der ist mein Leben" (Jena 1609) y "Mit Fried und Freud ich fahr dahin" escrito por Martín Lutero en 1524, que es una paráfrasis del cántico Nunc dimittis. En el tercer movimiento aparece "Valet will ich dir geben" de Valerius Herberger, y el coral de cierre es la cuarta estrofa de "Wenn mein Stündlein vorhanden ist" de Nikolaus Herman.

### Instrumentación
La obra está escrita para tres voces solistas (soprano, tenor y bajo), un coro  a cuatro voces; trompa, dos oboes d'amore, dos violines, viola, violonchelo piccolo y bajo continuo.

### Estructura
Consta de siete movimientos.
1. Coral & recitativo (tenor): Christus, der ist mein Leben / Mit Freuden, ja mit Herzenslust / Mit Fried und Freud ich fahr dahin
2. Recitativo (soprano): Nun, falsche Welt
3. Coral (soprano): Valet will ich dir geben
4. Recitativo (tenor): Ach könnte mir doch bald so wohl geschehn
5. Aria (tenor): Ach, schlage doch bald, selge Stunde
6. Recitativo (bajo): Denn ich weiß dies
7. Coral: Weil du vom Tod erstanden bist

Una semana antes, Bach había incluido tres estrofas de un coral en Warum betrübst du dich, mein Herz, BWV 138. En esta cantata incluye cuatro estrofas de cuatro himnos fúnebres distintos. Los tres primeros movimientos combinan tres de ellos, las primeras estrofas. El primer coral sobre una melodía de Melchior Vulpius se inserta en un concierto de oboes y cuerda en motivos sincopados en terceras y sextas paralelas. La melodía en la soprano es reforzada por la trompa. El verso "Sterben ist mein Gewinn" (morir será mi premio) es más lento que los otros, siguiendo una tradición ya observada por Johann Hermann Schein.
El recitativo alterna entre secco y accompagnato, con los mismos motivos del coral en el acompañamiento. El segundo coral sobre la melodía de Lutero está adornado por una parte independiente de violín y cada línea va precedida por una entrada de la trompa. Un recitativo secco conduce al tercer coral, que es cantado por la soprano sola como un aria, acompañada en la primera línea únicamente por el continuo y en el resto del texto por los oboes, que tocan una melodía obbligato al unísono.
La única aria de la cantata está dominada por los oboes y va acompañada por la cuerda en pizzicato que simboliza campanas fúnebres. El coral de cierre es de nuevo adornado por una imponente parte adicional de violín.

## Discografía selecta
De esta pieza se han realizado una serie de grabaciones entre las que destacan las siguientes.
- 1952 – Bach Made in Germany Vol. 1 Cantatas VIII. Günther Ramin, Thomanerchor, Gewandhausorchester, solista del Thomanerchor, Gert Lutze, Hans Hauptmann (Eterna)
- 1978 – Die Bach Kantate Vol. 50. Helmuth Rilling, Gächinger Kantorei, Bach-Collegium Stuttgart, Arleen Augér, Adalbert Kraus, Walter Heldwein (Hänssler)
- 1979 – J.S. Bach: Das Kantatenwerk Vol. 5. Nikolaus Harnoncourt, Tölzer Knabenchor,  Concentus Musicus Wien, solista del Tölzer Knabenchor, Kurt Equiluz, Philippe Huttenlocher (Teldec)
- 1997 – J.S. Bach: Complete Cantatas Vol. 7. Ton Koopman, Amsterdam Baroque Orchestra & Choir, Lisa Larsson, Gerd Türk, Klaus Mertens (Antoine Marchand)
- 1998 – J.S. Bach: Cantatas Vol. 11. Masaaki Suzuki, Bach Collegium Japan, Midori Suzuki, Makoto Sakurada, Peter Kooy (BIS)
- 2000 – Bach Edition Vol. 20: Cantatas Vol. 11. Pieter Jan Leusink, Holland Boys Choir, Netherlands Bach Collegium, Ruth Holton, Knut Schoch, Bas Ramselaar (Brilliant Classics)
- 2000 – Bach Cantatas Vol. 8. John Eliot Gardiner, Monteverdi Choir, English Baroque Soloists, Katharine Fuge, Mark Padmore, Thomas Guthrie (Soli Deo Gloria)